# Тилканен, Лаури
Лаури Тилканен (род. 6 ноября 1987) финский актер из волости Каринайнен. Окончил Хельсинкскую театральную академию в 2012 году. Дебютировал в главной роли в фильме Skavabölen pojat режиссера Зайды Бергрот в 2009 году, еще во время учёбы в актерской школе. С тех пор стал одним из ведущих актеров Финляндии, сыграв несколько ролей в театре, на телевидении и в кино. Некоторые из последних работ Лаури включают телесериал Tellus, сериал о группе экологов, которые используют все более радикальные средства для спасения Земли, сериал о больнице Syke и криминальную драму Koukussa. Его последние работы в художественных фильмах: Summertime режиссера Инари Ниеми, The Midwife режиссера Антти Йокинена и Love and Fury режиссера Алли Хаапасало, действие которого происходит в Хельсинки в 1980-х годах, по одноименному роману Ани Снельман.